# Satz von Wille
Der Satz von Wille ist ein Lehrsatz, den der deutsche Mathematiker Friedrich Wille (1935–1992) zum mathematischen Teilgebiet der Analysis beigetragen hat. Der Satz geht auf eine Arbeit Willes aus dem Jahr 1972 zurück und behandelt ein Überdeckungsproblem für beschränkte Teilmengen im höherdimensionalen euklidischen Raum. Er ist eng verbunden mit mehreren bedeutenden Sätzen der Mathematik wie etwa mit dem Pflastersatz von Lebesgue oder dem Borsuk'schen Antipodensatz. Mit seiner Hilfe lassen sich Lösbarkeitskriterien für Nichtlineare Gleichungssysteme mit gewissen Konvexitätseigenschaften ableiten.

## Formulierung des Satzes
Der Monographie von Jürg T. Marti folgend, lässt sich der Satz wie folgt angeben:
Gegeben seien im {\displaystyle \mathbb {R} ^{n}\;(n\in \mathbb {N} ,n\geq 2)} endlich viele nichtleere Teilmengen {\displaystyle T,T_{1},\ldots ,T_{m}\subset \mathbb {R} ^{n}\;(m\in \mathbb {N} )} . Die Teilmenge {\displaystyle T} sei beschränkt und die anderen Teilmengen {\displaystyle T_{j}} seien abgeschlossen und konvex.
Die Teilmengen {\displaystyle T_{j}} sollen die {\displaystyle T}-Randpunktmenge {\displaystyle \partial {T}={\overline {T}}\setminus T^{\circ }} ganz überdecken, zugleich sollen aber noch Punkte in der Differenzmenge {\displaystyle D=T\setminus \left(\bigcup _{j=1,\ldots ,m}{T_{j}}\right)} liegen.
Dann gilt:
 (i) {\displaystyle m\geq n+1}.
 (ii) In der Schnittmenge der {\displaystyle m} Teilmengen {\displaystyle T_{j}} liegt kein einziger Punkt: {\displaystyle \bigcap _{j=1,\ldots ,m}{T_{j}}=\emptyset }.
 (iii) Es gibt unter den {\displaystyle m} Teilmengen {\displaystyle T_{j}} eine {\displaystyle n}-gliedrige Mengenfolge {\displaystyle T_{j_{1}},\ldots ,T_{j_{n}}}, deren Schnittmenge {\displaystyle \bigcap _{k=1,\ldots ,n}{T_{j_{k}}}} nichtleer ist und die dabei einen Punkt {\displaystyle p} enthält, der zugleich ein Berührpunkt der Differenzmenge {\displaystyle D} ist.

### Korollar
Der Satz von Wille zieht – wegen (i) !– ein Korollar nach sich, das sich folgendermaßen angeben lässt:
Wenn im {\displaystyle n}-dimensionalen euklidischen Raum {\displaystyle n} abgeschlossene und konvexe Teilmengen die Randpunktmenge {\displaystyle \partial {T}} einer gegebenen beschränkten Teilmenge {\displaystyle T} überdecken, so überdecken diese {\displaystyle n} Teilmengen schon die gesamte Teilmenge {\displaystyle T}.

## Verwandtes Resultat: Ein Satz von Berge
Im Jahre 1959 lieferte der französische Mathematiker Claude Berge (1926–2002) einen verwandten Satz, der sich der Frage widmet, unter welchen Bedingungen endlich viele abgeschlossene konvexe Teilmengen im euklidischen Raum (und allgemeiner in einem gegebenen topologischen Vektorraum) eine andere gegebene konvexe Teilmenge nicht überdecken. Diesen Satz kann man in Anschluss an die Monographie von Josef Stoer und Christoph Witzgall folgendermaßen darstellen:
Gegeben sei ein topologischer Vektorraum {\displaystyle X} oder es sei sogar {\displaystyle X=\mathbb {R} ^{n}\;(n\in \mathbb {N} )}.
Weiterhin gegeben seien endlich viele konvexe Teilmengen {\displaystyle T,T_{1},\ldots ,T_{m}\subseteq X\;(m\in \mathbb {N} )}, wobei die {\displaystyle T_{j}} allesamt abgeschlossen in {\displaystyle X} sein sollen.
Zudem sollen die folgenden Bedingungen erfüllt sein:
 (a)  Für {\displaystyle k=1,\ldots ,m} sei stets
{\displaystyle T\cap \bigcap _{j=1,\ldots ,m\; \atop \;\ j\neq k}{T_{j}}\neq \emptyset }.
 (b)  Insgesamt sei
{\displaystyle T\cap \bigcap _{j=1,\ldots ,m}{T_{j}}=\emptyset }.

Dann gilt:
{\displaystyle T\nsubseteq \bigcup _{j=1,\ldots ,m}{T_{j}}}.